# Chen Changzhi

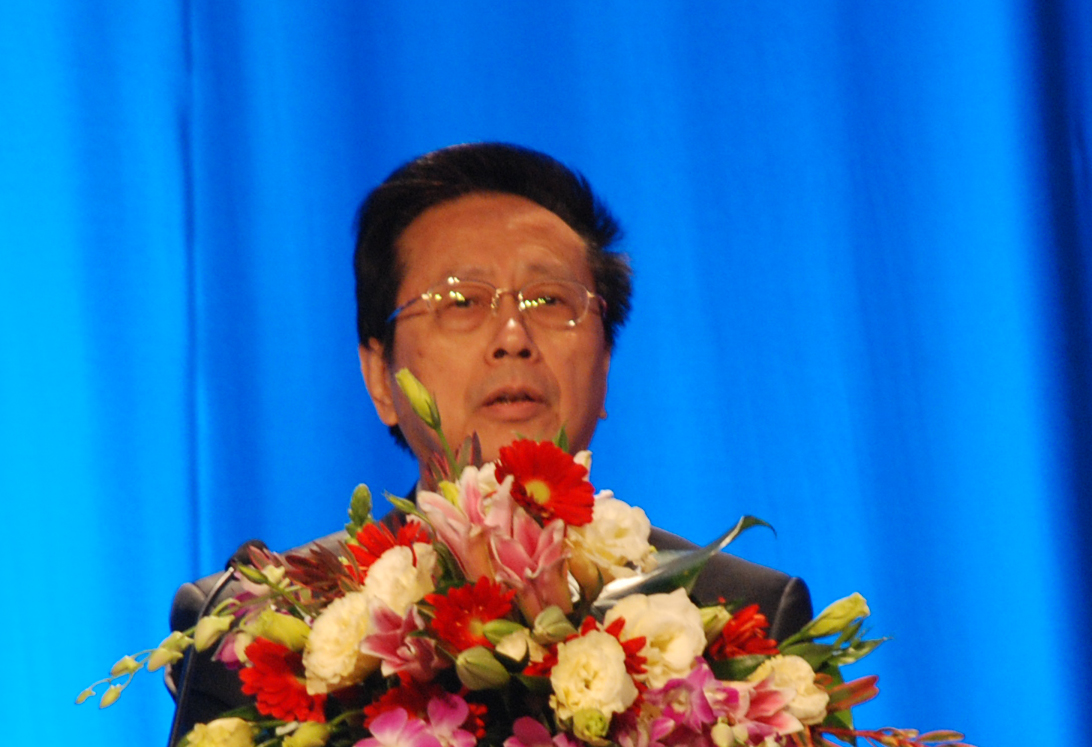
Chen Changzhi

Chen Changzhi (chinesisch 陈昌智; * Juli 1945 in Xiaogan, Hubei) ist ein chinesischer Wirtschaftswissenschaftler, Hochschullehrer und Politiker der Chinesischen Gesellschaft für den Demokratischen Nationalen Aufbau, der unter anderem zwischen 2007 und 2017 Vorsitzender der Chinesischen Gesellschaft für den Demokratischen Nationalen Aufbau sowie von 2008 bis 2018 Vize-Vorsitzender des Ständigen Ausschusses des Nationalen Volkskongresses war.

## Leben
Chen Changzhi, der zur Volksgruppe der Han gehört, begann nach dem Schulbesuch ein Studium an der Wirtschaftswissenschaftlichen Fakultät der Sichuan-Universität und schloss dieses 1968 ab. Er war zwischen 1970 und 1971 zunächst als Lehrer an einer Mittelschule im Kreis Jinyang tätig sowie im Anschluss von 1972 bis 1977 Mitarbeiter im Amt für Kultur und Bildung dieses Kreises, ehe er zwischen 1978 und 1979 als Lehrer an der Schule für Lehrerfortbildung im Kreis Jinyang unterrichtete. Danach absolvierte er von 1979 bis 1981 ein postgraduales Studium an der Sichuan-Universität und war danach zwischen 1981 und 1988 als Dozent an der Sichuan-Universität tätig.
Chen Changzhi, der 1985 Mitglied der Chinesischen Gesellschaft für den Demokratischen Nationalen Aufbau (CNDCA) wurde, übernahm 1988 eine Professur an der Sichuan-Universität. Er war zudem zwischen 1988 und 1997 Generalsekretär sowie Vize-Vorsitzender der CNDCA in der Provinz Sichuan. Zugleich fungierte er von 1988 bis 1997 als stellvertretender Generalsekretär des Provinzkomitees der Politischen Konsultativkonferenz des chinesischen Volkes in der Provinz Sichuan sowie von 1994 bis 1997 als stellvertretender Direktor des Amtes für Disziplinaraufsicht der Provinz Sichuan. Daraufhin war er zwischen 1997 und 1998 Vorsitzender der CNDCA der Provinz Sichuan sowie zeitgleich Mitglied des Ständigen Ausschusses des Zentralkomitees der Chinesischen Gesellschaft für den Demokratischen Nationalen Aufbau. Des Weiteren fungierte er 1998 kurzzeitig auch als Vize-Vorsitzender des Provinzkomitees der Politischen Konsultativkonferenz des chinesischen Volkes der Provinz Sichuan sowie zwischen 1998 und 1993 zudem als Mitglied des Ständigen Ausschusses des Nationalkomitees der Provinzkomitees der Politischen Konsultativkonferenz des chinesischen Volkes.
1998 wurde Chen Changzhi darüber hinaus Vizeminister im Ministerium für Disziplinaraufsicht und hatte dieses Amt bis 2003 inne. Zugleich war er von 2002 bis 2007 erst Vize-Vorsitzender des Zentralkomitees der CNDCA, ehe er 2007 Cheng Siwei als Vorsitzender des Zentralkomitees der Chinesischen Gesellschaft für den Demokratischen Nationalen Aufbau ablöste und damit als Vorsitzender einer von acht Blockparteien außerhalb der Kommunistischen Partei Chinas. Diese Funktion bekleidete er zehn Jahre lang bis 2017, woraufhin Hao Mingjin seine Nachfolge antrat. Zugleich war er von 2008 bis 2018 ebenfalls zehn Jahre lang Vize-Vorsitzender des Ständigen Ausschusses des Nationalen Volkskongresses.